# Tillandsia polystachia
Tillandsia polystachia là một loài thuộc chi Tillandsia. Đây là loài bản địa của Bolivia, Brasil, México và Venezuela.

## Giống
- Tillandsia 'Gusher'
- Tillandsia 'Polly Ellen'